# Отпусти и забудь
«Let It Go» (в русской версии «Отпусти и забудь») — сингл из диснеевского анимационного фильма 2013 года «Холодное сердце». Слова и музыка были написаны мужем и женой Робертом Лопесом и Кристен Андерсон-Лопес. В мультфильме песня исполнялась Эльзой, которую озвучивала американская актриса и певица Идина Мензел (в русском дубляже — Анна Бутурлина).
Также Лопес и Андерсон-Лопес написали поп-версию этой песни (с укороченным текстом), которую записала Деми Ловато и на которую был снят видеоклип.
Кроме того, для релизов фильма в различных странах были записаны версии этой песни ещё на как минимум 24 языках.
Песня достигла 5 места в американском чарте Billboard Hot 100 (в исполнении Идины Мензел) и завоевала как премию «Оскар» за лучшую песню к фильму (в 2014 году), так и премию «Грэмми» за лучшую песню, написанную для кино, телевидения или другого визуального представления (в 2015 году).
По данным Международной федерации производителей фонограмм, песня «Let It Go» (также в оригинальном исполнении) в 2014 году продалась в цифровом виде в 10,9 миллионах экземпляров, став пятой самой продаваемой в цифровом виде песней того года

## Награды

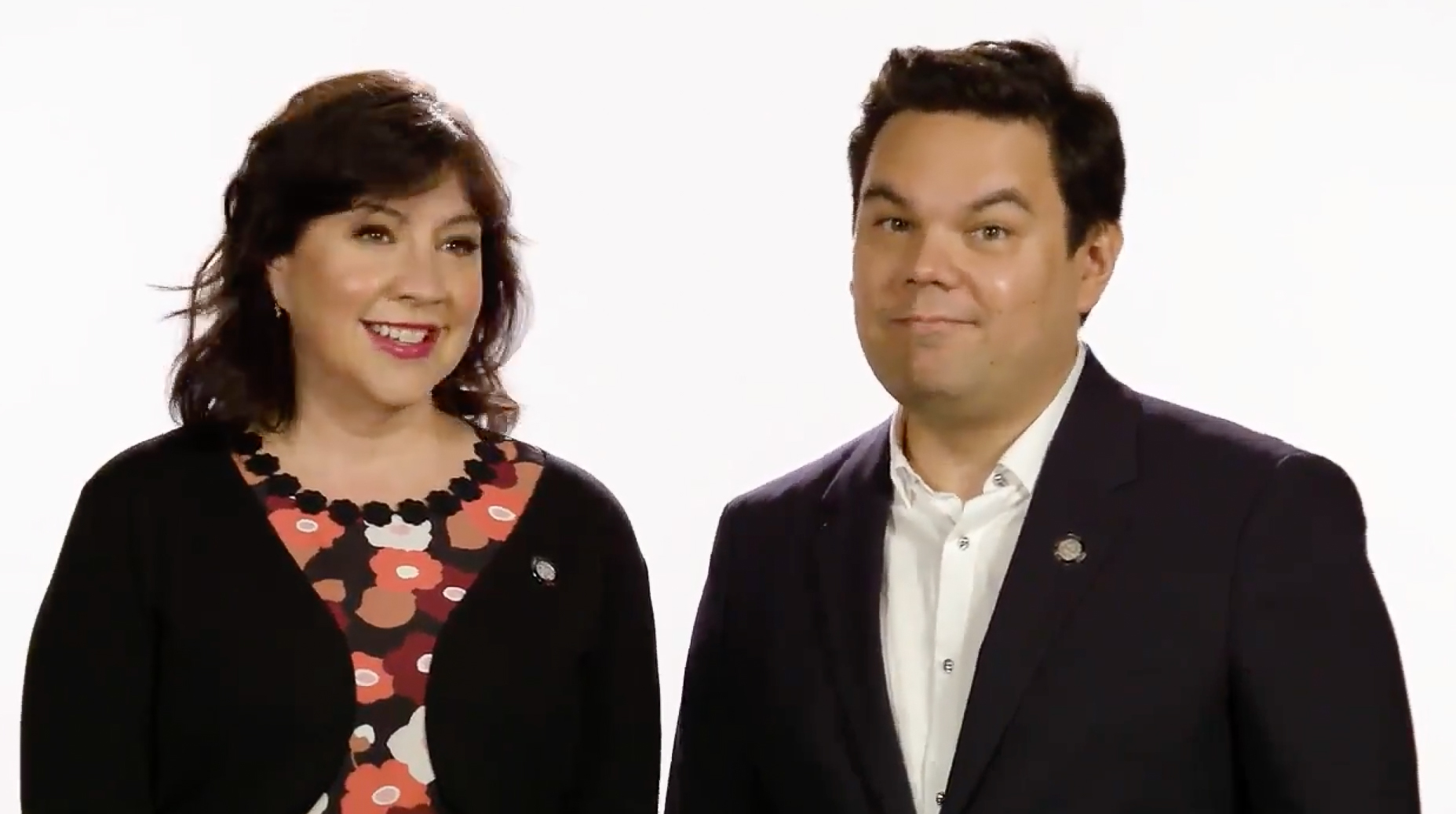
Авторы песни Кристен Андерсон-Лопес и Роберт Лопес

«Отпусти и забудь» получила премию Оскар за лучшую оригинальную песню на 86-й премии Оскар, где был спет сокращенный вариант песни в исполнении Мензел в прямом эфире; с этой наградой, Роберт Лопес стал 12-м человеком и, самым быстрым (10 лет), выигравшим Эмми, Грэмми, Оскар и Тони.
| Награды                      | Награды                                                | Награды   |
| Награда                      | Категория                                              | Результат |
| ---------------------------- | ------------------------------------------------------ | --------- |
| Оскар                        | Лучшая песня                                           | Победа    |
| Грэмми                       | Лучшая песня, написанная для визуального представления | Победа    |
| Золотой глобус               | Лучшая песня                                           | Номинация |
| Выбор критиков               | Лучшая песня                                           | Победа    |
| Phoenix Film Critics Society | Лучшая песня                                           | Победа    |
| Denver Film Critics Society  | Лучшая песня                                           | Победа    |
| Спутник                      | Лучшая песня                                           | Номинация |
| Radio Disney Music Awards    | Favorite Song from a Movie or TV Show                  | Победа    |
| Billboard Music Awards       | Top Streaming Song (Video)                             | Номинация |

## Чарты
| Чарт (2013-14)                                                            | Высшая позиция |
| ------------------------------------------------------------------------- | -------------- |
| Австралия (ARIA)                                                          | 16             |
| Австрия (Ö3 Austria Top 40)                                               | 74             |
| Бельгия/Фландрия (Ultratip Bubbling Under)                                | 55             |
| Бельгия/Фландрия (Ultratip Bubbling Under) · "Laat het los" от Elke Buyle | 13             |
| Бельгия/Валлония (Ultratop 50) · "Libérée, délivrée" от Anaïs Delva       | 26             |
| Brazil Hot 100 (Billboard Brasil)                                         | 91             |
| Канада (Billboard Canadian Hot 100)                                       | 18             |
| Дания (Tracklisten)                                                       | 34             |
| Дания (Tracklisten) · "Lad det ske" от Maria Lucia Heiberg Rosenberg      | 40             |
| Франция (SNEP) · "Libérée, délivrée" от Anaïs Delva                       | 12             |
| Германия (GfK) · "Lass jetzt los" от Willemijn Verkaik                    | 93             |
| Ирландия (IRMA)                                                           | 7              |
| Япония (Billboard Japan Hot 100)                                          | 4              |
| Нидерланды (Single Top 100)                                               | 67             |
| Нидерланды (Single Top 100) · "Laat het los" от Willemijn Verkaik         | 104            |
| Новая Зеландия (Recorded Music NZ)                                        | 31             |
| Шотландия (OCC Scotland)                                                  | 10             |
| South Korea (Gaon)                                                        | 1              |
| Швеция (Sverigetopplistan)                                                | 15             |
| Sweden Heatseeker (Sverigetopplistan) "Slå dig fri" от Annika Herlitz     | 5              |
| Великобритания (OCC UK Singles)                                           | 11             |
| США (Billboard Hot 100)                                                   | 5              |
| США (Billboard Adult Contemporary)                                        | 9              |
| США (Billboard Adult Pop Airplay)                                         | 20             |
| США (Billboard Dance Club Songs)                                          | 1              |

| Чарт (2014)                          | Позиция |
| ------------------------------------ | ------- |
| Australia (ARIA)                     | 25      |
| Canada (Canadian Hot 100)            | 79      |
| Ireland (IRMA)                       | 11      |
| Japan (Japan Hot 100)                | 30      |
| Sweden (Sverigetopplistan)           | 59      |
| UK Singles (Official Charts Company) | 10      |
| US Billboard Hot 100                 | 21      |
| US Adult Contemporary (Billboard)    | 23      |
| US Dance Club Songs (Billboard)      | 12      |

| Чарт (2010—2019)                     | Позиция |
| ------------------------------------ | ------- |
| UK Singles (Official Charts Company) | 88      |

## Сертификации
| Регион | Сертификация  | Продажи   |
| --- | ------------- | --------- |
| Австралия (ARIA) | 4× Платиновый | 280 000^  |
| Канада (Music Canada) | 5× Платиновый | 400 000   |
| Дания (IFPI Danmark) | Золотой       | 45 000    |
| Италия (FIMI) · Итальянская версия от Серена Аутьери | Золотой       | 15 000    |
| Япония (RIAJ) · Digital single | 2× Платиновый | 500 000*  |
| Новая Зеландия (RMNZ) | Золотой       | 7500*     |
| Республика Корея | —             | 1,737,107 |
| Великобритания (BPI) | 4× Платиновый | 2 400 000 |
| США (RIAA) | 9× Платиновый | 9,000,000 |
| * Данные о продажах приведены только на основе сертификации. · ^ Данные о тиражах приведены только на основе сертификации. · Данные о продажах + прослушиваниях приведены только на основе сертификации. |               |           |

## Версия Деми Ловато
Решение о выпуске сингла «Let It Go» было принято после того, как песня была написана и была представлена «Disney». Кристен Андерсон-Лопес и Роберт Лопес выбрали американскую певицу и бывшую звезду Disney Channel Деми Ловато, которая также появляется в списке Disney Hollywood Records, для кавер-версии песни. Сингл был включен в делюкс-издание альбома Demi.

### Чарты
| Чарт (2013—2015)                                       | Высшая позиция |
| ------------------------------------------------------ | -------------- |
| Австралия (ARIA)                                       | 25             |
| Австрия (Ö3 Austria Top 40)                            | 31             |
| Бельгия/Фландрия (Ultratop 50)                         | 15             |
| Бельгия/Валлония (Ultratip Bubbling Under)             | 21             |
| Канада (Billboard Canadian Hot 100)                    | 31             |
| СНГ (TopHit Airplay)                                   | 250            |
| Дания (Tracklisten)                                    | 26             |
| Франция (SNEP)                                         | 131            |
| Германия (GfK)                                         | 65             |
| Ирландия (IRMA)                                        | 34             |
| Italy (FIMI)                                           | 15             |
| Япония (Billboard Japan Hot 100)                       | 51             |
| Нидерланды (Single Top 100)                            | 70             |
| Новая Зеландия (Recorded Music NZ)                     | 13             |
| Philippines (PARI)                                     | 1              |
| Шотландия (OCC Scotland)                               | 32             |
| South Korea (Gaon)                                     | 50             |
| Испания (PROMUSICAE) · "Libre soy" by Martina Stoessel | 29             |
| Швеция (Sverigetopplistan)                             | 25             |
| Швейцария (Schweizer Hitparade)                        | 60             |
| Великобритания (OCC UK Singles)                        | 42             |
| США (Billboard Hot 100)                                | 38             |

| Чарт (2014)                     | Ранг |
| ------------------------------- | ---- |
| Belgium (Ultratop Flanders)     | 39   |
| New Zealand (Recorded Music NZ) | 27   |

#### Сертификация
| Регион | Сертификация  | Продажи   |
| --- | ------------- | --------- |
| Австралия (ARIA) | Платиновый    | 70 000^   |
| Бельгия (BEA) | Золотой       | 15 000*   |
| Канада (Music Canada) | Платиновый    | 80 000*   |
| Германия (BVMI) | Золотой       | 150 000   |
| Италия (FIMI) | Золотой       | 25 000    |
| Япония (RIAJ) · Digital single | Золотой       | 100 000*  |
| Новая Зеландия (RMNZ) | Платиновый    | 15 000*   |
| Норвегия (IFPI Norway) | Золотой       | 30 000    |
| Швеция (GLF) | Платиновый    | 40 000    |
| Великобритания (BPI) | Золотой       | 400 000   |
| США (RIAA) | 2× Платиновый | 1,100,000 |
| Стриминг |               |           |
| Дания (IFPI Danmark) | Золотой       | 1 300 000 |
| * Данные о продажах приведены только на основе сертификации. · ^ Данные о тиражах приведены только на основе сертификации. · Данные о продажах + прослушиваниях приведены только на основе сертификации. · Данные только о прослушиваниях приведены на основе сертификации. |               |           |

## Кавер-версии
- Кавер-версия британского певца Алекса Бойе, записанная совместно с детским хором One Voice[100], была названа лучшим поп-кавером на YouTube за 2014 год[101].
- 26 августа 2020 года Евгений Егоров, солист пауэр-метал-группы «Эпидемия», записал российский рок-кавер на песню «Отпусти и забудь»[102].

## Факты
Финальный припев песни на русском языке был использован в качестве заставки во время закрытия вещания российской версии телеканала Disney 14 декабря 2022 года.